# ОШ „Петефи Шандор” Бечеј
Основна школа „Петефи Шандор” Бечеј је основна школа у Бечеју. Налази се на адреси Републиканска 135.

## Историјат школе
Почеци образовања у Бечеју
Прва образовна радионица изграђена је 1892. године у Доњем граду у Бечеју и радила је под називом Народна школа краља Маћаша. У почетку су формирана прва четири разреда, а касније се проширила за још два виша одељења.
О школи
Одлуком Окружног народног одбора, 1955. године наша школа постала је осморазредна. Првобтно име школе је Трећа основна школа, да би исте године променила име и од тада носи назив по познатом мађарском песнику, Петефи Шандору. Када је основана, школа је имала 80 ученика у 26 одељења. Настава се одвијала у шест зграда са застарелим намештајем. Камен темељац нове школске зграде положен је 1960. године, а три године касније настава се почела одвијати. Основне школе интегрисане су 1970. године, тако да су, од 1971. године, ученици из Дрљана и Милешева могли да завршавају више разреде у матичној школи “Петефи Шандор”. Данас се у ова два села ради у комбинованим одељењима нижих разреда. Године 1982. наша школа добила је ново крило. Од тада има 16 учионица, ђачку библиотеку, трпезарију и просторију преуређену за физичко васпитање. Рачунарски ормар је инсталиран школске 2004/2005. године и изграђено је поткровље у којем се од тада одржавају школске свечаности. Школске зграде у подручним одељењима у Дрљану и Милешеву обновљене су 2020. и 2021. године, а  Хала спортова која је почела да се гради 2009. године завршена је и стављена у употребу 2021. године. До 2016. године, ученици су похађали наставу у две смене, а од септембра 2016. године организована је једносменска настава и тако раде и данас.